# پیتزو لوندرو
پیتزو لوندرو (به لاتین: Pizzo Lucendro) یک کوه در سوئیس است که در کانتون تیچینو واقع شده‌است. پیتزو لوندرو ۲٬۹۶۳ متر بالاتر از سطح دریا واقع شده‌است.